# Península de Beara
La península de Beara (del inglés: Beara Peninsula); en irlandés: Béara es una de las cinco penínsulas localizadas en la costa suroeste de Irlanda, limítrofe con el río Kenmare (realmente una bahía), en el lado septentrional, y con la bahía de Bantry, al sur. Tiene dos sierras que recorren su centro: los montes Caha y los montes Slieve Miskish. La parte septentrional de la península, desde Kenmare hasta cerca de Ardgroom, está en el condado de Kerry, mientras que el resto queda en el condado de Cork. 
Beara es un nombre coloquial para la zona aunque no está geográficamente definida; en realidad está a caballo de dos administraciones condales y no se usa oficialmente por ninguna administración civil o por An Post (el servicio postal irlandés).

## Historia
Beara fue la sede tradicional del poder de O'Sullivan Beare y uno de los últimos puntos de resistencia nativa irlandesa después de la batalla de Kinsale, siendo ocupada por los ingleses el 18 de junio de 1602. Allihies, en la punta de Beara, más tarde se convirtió en minas de cobre principales y fue inmortalizado en la novela de Daphne du Maurier Hungry Hill.
Una placa colocada por la sociedad histórica de Beara ofrece la siguiente explicación del origen del nombre:

En los primeros siglos antes de Cristo, Conn Céad Cathach (Con de las cien batallas) luchó una fiera batalla contra Owen Mór, rey de Irlanda en Cloch Barraige. Owen fue herido gravemente en la batalla. Aquellos de sus seguidores que sobrevivieron lo llevaron a Inis Greaghraighe (hoy conocida como isla de Bere) como un lugar seguro para que él se recuperara. Allí, el hada Eadaoin lo llevó a su grianán (emparrado) donde ella le cuido hasta que recobró la salud. Actualmente, este lugar se conoce como Greenane.

Owen y sus seguidores luego navegaron hacia el sur hasta que alcanzaron España. Allí se encontró y se casó con Beara, hija del rey de Castilla.

Luego Owen, Beara y un gran ejército navegaron desde España y desembarcaron en Greenane. Owen llevó a su esposa hasta la colina más alta de la isla y mirando al otro lado de la bahía él llamó a la isla y toda la península como 'Beara' en honor de su esposa. Rossmacowen, Kilmacowen y Buaile Owen muy probablemente recibieron su nombre por Owen Mór y su hijo. Según una tradición local la esposa de Owen, la princesa Beara, murió y fue enterrada en Ballard Commons en el valle remoto y pacífico entre Maulin y las montañas Knocknagree.

## Atracciones turísticas
Las principales atracciones turísticas tradicionales en la península son las ruinas del castillo de Dunboy, la mansión Puxley, el museo de minas de cobre en Allihies, la isla de Illnacullen en Glengarriff (mantenida por la OPW), jardines Derreen (de propiedad privada pero abierta al público) y el Museo de las minas de cobre en Allihies. 

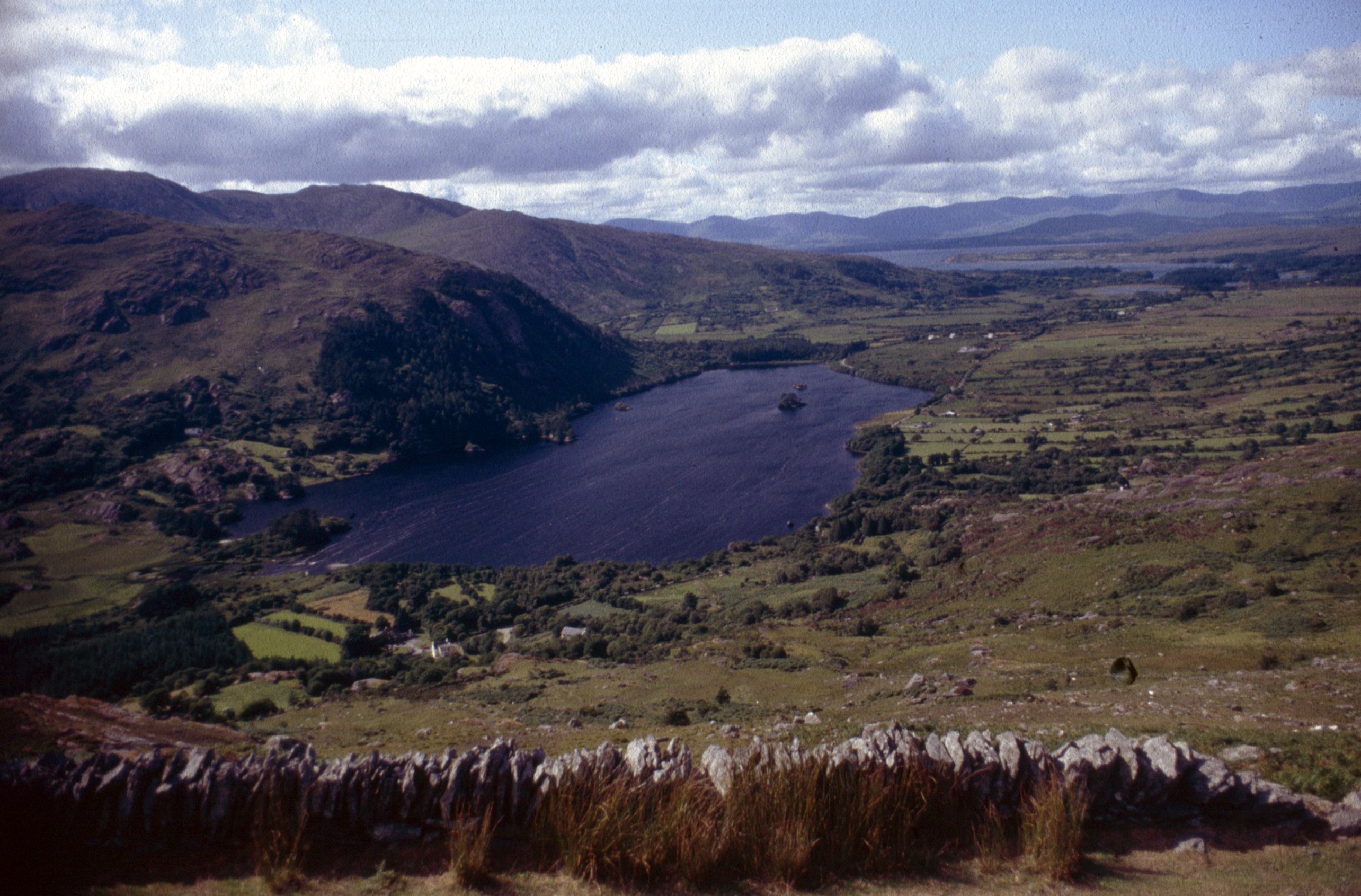
Paso de Healy y el lago Glenmore

El "Anillo de Beara" es un sendero turístico para coches que siguen las carreteras durante alrededor de 195 kilómetros que rodea la península. Comienza en Kenmare, cruza el paso de Healy a través de Adrigole, pasa Castletownbere, Allihies y gira frente a la isla de Dursey, Eyeries y Ardgroom, acabando en Glengarriff. La zona tiene una larga conexión con el mar; Castletownbere es uno de los puertos pesqueros más grandes de Irlanda y tiene instalaciones para el buceo y la vela.